# Список заслужених діячів науки і техніки УРСР
Список заслужених діячів науки УРСР та заслужених діячів науки і техніки УРСР.

## Список
| Рік  | Лауреат                               | Звання                               |
| ---- | ------------------------------------- | ------------------------------------ |
| 1934 | Протопопов Віктор Павлович            | Заслужений діяч науки УРСР           |
| 1934 | Стражеско Микола Дмитрович            | Заслужений діяч науки УРСР           |
| 1934 | Яворський Володимир Полікарпович      | Заслужений діяч науки УРСР           |
| 1935 | Губергріц Макс Мойсейович             | Заслужений діяч науки УРСР           |
| 1935 | Палладін Олександр Володимирович      | Заслужений діяч науки УРСР           |
| 1935 | Синцов Дмитро Матвійович              | Заслужений діяч науки УРСР           |
| 1935 | Філатов Володимир Петрович            | Заслужений діяч науки УРСР           |
| 1935 | Шмальгаузен Іван Іванович             | Заслужений діяч науки УРСР           |
| 1936 | Залеський В'ячеслав Костянтинович     | Заслужений діяч науки УРСР           |
| 1936 | Ситенко Михайло Іванович              | Заслужений діяч науки УРСР           |
| 1940 | Кримський Агатангел Юхимович          | Заслужений діяч науки УРСР           |
| 1940 | Патон Євген Оскарович                 | Заслужений діяч науки УРСР           |
| 1940 | Третьяков Дмитро Костянтинович        | Заслужений діяч науки УРСР           |
| 1941 | Барабашов Микола Павлович             | Заслужений діяч науки УРСР           |
| 1941 | Білецький Олександр Іванович          | Заслужений діяч науки УРСР           |
| 1941 | Булаховський Леонід Арсенійович       | Заслужений діяч науки УРСР           |
| 1941 | Медведєва Ніна Борисівна              | Заслужений діяч науки УРСР           |
| 1941 | Сиротинін Микола Миколайович          | Заслужений діяч науки УРСР           |
| 1942 | Іщенко Іван Миколайович               | Заслужений діяч науки УРСР           |
| 1943 | Богомолець Олександр Олександрович    | Заслужений діяч науки УРСР           |
| 1943 | Будников Петро Петрович               | Заслужений діяч науки УРСР           |
| 1943 | Нагорний Олександр Васильович         | Заслужений діяч науки УРСР           |
| 1943 | Сапєгін Андрій Опанасович             | Заслужений діяч науки УРСР           |
| 1943 | Татаринов Євген Олександрович         | Заслужений діяч науки УРСР           |
| 1943 | Чернишов Борис Ісидорович             | Заслужений діяч науки УРСР           |
| 1944 | Воблий Костянтин Григорович           | Заслужений діяч науки УРСР           |
| 1944 | Динник Олександр Миколайович          | Заслужений діяч науки УРСР           |
| 1944 | Проскура Георгій Федорович            | Заслужений діяч науки УРСР           |
| 1944 | Птуха Михайло Васильович              | Заслужений діяч науки УРСР           |
| 1944 | Смирнова-Замкова Олександра Іванівна  | Заслужений діяч науки УРСР           |
| 1944 | Холодний Микола Григорович            | Заслужений діяч науки УРСР           |
| 1945 | Луговцов Максим Власович              | Заслужений діяч науки УРСР           |
| 1945 | Соколовський Олексій Никанорович      | Заслужений діяч науки УРСР           |
| 1946 | Іванов Вадим Миколайович              | Заслужений діяч науки УРСР           |
| 1947 | Альперн Данило Овсійович              | Заслужений діяч науки УРСР           |
| 1947 | Корецький Володимир Михайлович        | Заслужений діяч науки УРСР           |
| 1947 | Лучицький Володимир Іванович          | Заслужений діяч науки УРСР           |
| 1947 | Тимофєєвський Олександр Дмитрович     | Заслужений діяч науки УРСР           |
| 1948 | Беркман Яків Павлович                 | Заслужений діяч науки УРСР           |
| 1948 | Маркелов Григорій Іванович            | Заслужений діяч науки УРСР           |
| 1948 | Ролл Яків Володимирович               | Заслужений діяч науки УРСР           |
| 1949 | Душечкін Олександр Іванович           | Заслужений діяч науки УРСР           |
| 1949 | Юр'єв Василь Якович                   | Заслужений діяч науки УРСР           |
| 1950 | Думанський Антон Володимирович        | Заслужений діяч науки УРСР           |
| 1950 | Орлов Олександр Якович                | Заслужений діяч науки УРСР           |
| 1951 | Буланкін Іван Миколайович             | Заслужений діяч науки УРСР           |
| 1951 | Доброхотов Микола Миколайович         | Заслужений діяч науки УРСР           |
| 1951 | Свєчников Василь Миколайович          | Заслужений діяч науки УРСР           |
| 1951 | Синельников Кирило Дмитрович          | Заслужений діяч науки УРСР           |
| 1951 | Головін Павло Васильович              | Заслужений діяч науки і техніки УРСР |
| 1953 | Фольборт Георгій Володимирович        | Заслужений діяч науки УРСР           |
| 1954 | Корноухов Микола Васильович           | Заслужений діяч науки УРСР           |
| 1954 | Карандєєв Костянтин Борисович         | Заслужений діяч науки і техніки УРСР |
| 1954 | Карпухін Петро Прохорович             | Заслужений діяч науки і техніки УРСР |
| 1955 | Вальтер Антон Карлович                | Заслужений діяч науки УРСР           |
| 1955 | Ізмайлов Микола Аркадійович           | Заслужений діяч науки УРСР           |
| 1955 | Коломійченко Олексій Сидорович        | Заслужений діяч науки УРСР           |
| 1955 | Кулешов Микола Миколайович            | Заслужений діяч науки УРСР           |
| 1955 | Нікітін Володимир Миколайович         | Заслужений діяч науки УРСР           |
| 1955 | Страхов Тимофій Данилович             | Заслужений діяч науки УРСР           |
| 1955 | Хрєнов Костянтин Костянтинович        | Заслужений діяч науки УРСР           |
| 1956 | Власюк Петро Антипович                | Заслужений діяч науки УРСР           |
| 1956 | Гулий Максим Федотович                | Заслужений діяч науки УРСР           |
| 1956 | Приходькова Єлизавета Костянтинівна   | Заслужений діяч науки УРСР           |
| 1957 | Кіпріанов Андрій Іванович             | Заслужений діяч науки УРСР           |
| 1957 | Семененко Микола Пантелеймонович      | Заслужений діяч науки УРСР           |
| 1957 | Сухомел Георгій Йосипович             | Заслужений діяч науки УРСР           |
| 1958 | Атрощенко Василь Іванович             | Заслужений діяч науки УРСР           |
| 1958 | Задонцев Антон Іванович               | Заслужений діяч науки УРСР           |
| 1958 | Лур'є Олександр Юдимович              | Заслужений діяч науки УРСР           |
| 1959 | Амосов Микола Михайлович              | Заслужений діяч науки УРСР           |
| 1959 | Швець Іван Трохимович                 | Заслужений діяч науки УРСР           |
| 1960 | Аксентьєва Зінаїда Миколаївна         | Заслужений діяч науки УРСР           |
| 1960 | Гжицький Степан Зенонович             | Заслужений діяч науки УРСР           |
| 1960 | Кавецький Ростислав Євгенович         | Заслужений діяч науки УРСР           |
| 1960 | Карпенко Георгій Володимирович        | Заслужений діяч науки УРСР           |
| 1960 | Квасницький Олексій Володимирович     | Заслужений діяч науки УРСР           |
| 1960 | Комісаренко Василь Павлович           | Заслужений діяч науки УРСР           |
| 1961 | Крип'якевич Іван Петрович             | Заслужений діяч науки УРСР           |
| 1961 | Лазаренко Євген Костянтинович         | Заслужений діяч науки УРСР           |
| 1962 | Чекмарьов Олександр Петрович          | Заслужений діяч науки УРСР           |
| 1964 | Бєлянкін Федір Павлович               | Заслужений діяч науки УРСР           |
| 1964 | Кияк Григорій Степанович              | Заслужений діяч науки УРСР           |
| 1964 | Кірсанов Олександр Васильович         | Заслужений діяч науки УРСР           |
| 1964 | Коваленко Анатолій Дмитрович          | Заслужений діяч науки УРСР           |
| 1964 | Пасічник Митрофан Васильович          | Заслужений діяч науки УРСР           |
| 1964 | Ройтер Володимир Андрійович           | Заслужений діяч науки УРСР           |
| 1964 | Ромоданов Андрій Петрович             | Заслужений діяч науки УРСР           |
| 1964 | Стародубов Кирило Федорович           | Заслужений діяч науки УРСР           |
| 1964 | Цесевич Володимир Платонович          | Заслужений діяч науки УРСР           |
| 1964 | Чаговець Ростислав Всеволодович       | Заслужений діяч науки УРСР           |
| 1964 | Чеботарьов Дмитро Федорович           | Заслужений діяч науки УРСР           |
| 1964 | Голего Микола Лукич                   | Заслужений діяч науки і техніки УРСР |
| 1965 | Бродський Олександр Ілліч             | Заслужений діяч науки УРСР           |
| 1965 | Зеров Дмитро Костянтинович            | Заслужений діяч науки УРСР           |
| 1965 | Макарченко Олександр Федорович        | Заслужений діяч науки УРСР           |
| 1965 | Маркевич Олександр Прокопович         | Заслужений діяч науки УРСР           |
| 1965 | Підоплічко Іван Григорович            | Заслужений діяч науки УРСР           |
| 1965 | Поляков Ілля Михайлович               | Заслужений діяч науки УРСР           |
| 1965 | Савчук Микола Панасович               | Заслужений діяч науки УРСР           |
| 1965 | Тульчинська Віра Петрівна             | Заслужений діяч науки УРСР           |
| 1965 | Францевич Іван Микитович              | Заслужений діяч науки УРСР           |
| 1966 | Бабко Анатолій Кирилович              | Заслужений діяч науки УРСР           |
| 1966 | Бажан Микола Платонович               | Заслужений діяч науки УРСР           |
| 1966 | Білодід Іван Костянтинович            | Заслужений діяч науки УРСР           |
| 1966 | Дроботько Віктор Григорович           | Заслужений діяч науки УРСР           |
| 1966 | Лазарєв Борис Георгійович             | Заслужений діяч науки УРСР           |
| 1966 | Пеньков Олександр Михайлович          | Заслужений діяч науки УРСР           |
| 1966 | Першин Павло Миколайович              | Заслужений діяч науки УРСР           |
| 1966 | Прихотько Антоніна Федорівна          | Заслужений діяч науки УРСР           |
| 1966 | Савін Гурій Миколайович               | Заслужений діяч науки УРСР           |
| 1966 | Субботін Серафим Іванович             | Заслужений діяч науки УРСР           |
| 1966 | Топачевський Олександр Вікторович     | Заслужений діяч науки УРСР           |
| 1966 | Щербань Олександр Назарович           | Заслужений діяч науки УРСР           |
| 1967 | Мацков Федір Пилипович                | Заслужений діяч науки УРСР           |
| 1967 | Митропольський Юрій Олексійович       | Заслужений діяч науки УРСР           |
| 1967 | Недбайло Петро Омелянович             | Заслужений діяч науки УРСР           |
| 1967 | Шалімов Олександр Олексійович         | Заслужений діяч науки УРСР           |
| 1967 | Ямпольський Стефан Михайлович         | Заслужений діяч науки УРСР           |
| 1968 | Білай Віра Йосипівна                  | Заслужений діяч науки УРСР           |
| 1968 | Водяницький Володимир Олексійович     | Заслужений діяч науки УРСР           |
| 1968 | Гуслистий Костянтин Григорович        | Заслужений діяч науки УРСР           |
| 1968 | Даниленко Михайло Васильович          | Заслужений діяч науки УРСР           |
| 1968 | Кульський Леонід Адольфович           | Заслужений діяч науки УРСР           |
| 1968 | Некрасов Зот Ілліч                    | Заслужений діяч науки УРСР           |
| 1968 | Окснер Альфред Миколайович            | Заслужений діяч науки УРСР           |
| 1968 | Патон Борис Євгенович                 | Заслужений діяч науки УРСР           |
| 1968 | Пучківська Надія Олександрівна        | Заслужений діяч науки УРСР           |
| 1968 | Самсонов Григорій Валентинович        | Заслужений діяч науки УРСР           |
| 1968 | Супруненко Микола Іванович            | Заслужений діяч науки УРСР           |
| 1968 | Філіппов Анатолій Петрович            | Заслужений діяч науки УРСР           |
| 1968 | Шевченко Олександр Андрійович         | Заслужений діяч науки УРСР           |
| 1968 | Штокало Йосип Захарович               | Заслужений діяч науки УРСР           |
| 1968 | Бакуль Валентин Миколайович           | Заслужений діяч науки і техніки УРСР |
| 1969 | Богомолець Олег Олександрович         | Заслужений діяч науки УРСР           |
| 1969 | Дмитренко Петро Олексійович           | Заслужений діяч науки УРСР           |
| 1969 | Лазарян Всеволод Арутюнович           | Заслужений діяч науки УРСР           |
| 1969 | Мала Любов Трохимівна                 | Заслужений діяч науки УРСР           |
| 1969 | Горшков Андрій Андрійович             | Заслужений діяч науки і техніки УРСР |
| 1969 | Денисенко Григорій Іванович           | Заслужений діяч науки і техніки УРСР |
| 1970 | Беліцер Володимир Олександрович       | Заслужений діяч науки УРСР           |
| 1970 | Боголюбов Микола Миколайович          | Заслужений діяч науки УРСР           |
| 1970 | Бондарчук Володимир Гаврилович        | Заслужений діяч науки УРСР           |
| 1970 | Гребень Леонід Кіндратович            | Заслужений діяч науки УРСР           |
| 1970 | Назаренко Василь Андрійович           | Заслужений діяч науки УРСР           |
| 1970 | Неговський Микола Олександрович       | Заслужений діяч науки УРСР           |
| 1970 | Федорченко Іван Михайлович            | Заслужений діяч науки УРСР           |
| 1972 | Білий Михайло Улянович                | Заслужений діяч науки УРСР           |
| 1972 | Давидов Олександр Сергійович          | Заслужений діяч науки УРСР           |
| 1972 | Івахненко Олексій Григорович          | Заслужений діяч науки УРСР           |
| 1972 | Кирилюк Євген Прохорович              | Заслужений діяч науки УРСР           |
| 1972 | Ляшко Іван Іванович                   | Заслужений діяч науки УРСР           |
| 1972 | Шабліовський Євген Степанович         | Заслужений діяч науки УРСР           |
| 1973 | Васильєв Вадим Петрович               | Заслужений діяч науки УРСР           |
| 1973 | Острянин Данило Хомич                 | Заслужений діяч науки УРСР           |
| 1973 | Писаренко Георгій Степанович          | Заслужений діяч науки УРСР           |
| 1974 | Абрамов Федір Олексійович             | Заслужений діяч науки УРСР           |
| 1974 | Бабій Борис Мусійович                 | Заслужений діяч науки УРСР           |
| 1974 | Вєтров Юрій Олександрович             | Заслужений діяч науки УРСР           |
| 1974 | Делімарський Юрій Костянтинович       | Заслужений діяч науки УРСР           |
| 1974 | Єременко Валентин Никифорович         | Заслужений діяч науки УРСР           |
| 1974 | Куриленко Онисим Данилович            | Заслужений діяч науки УРСР           |
| 1974 | Кухтенко Олександр Іванович           | Заслужений діяч науки УРСР           |
| 1974 | Нестеренко Олексій Олексійович        | Заслужений діяч науки УРСР           |
| 1974 | Оканенко Аркадій Семенович            | Заслужений діяч науки УРСР           |
| 1974 | Терновий Костянтин Сергійович         | Заслужений діяч науки УРСР           |
| 1974 | Толубинський Всеволод Іванович        | Заслужений діяч науки УРСР           |
| 1974 | Троїцький Герман Васильович           | Заслужений діяч науки УРСР           |
| 1974 | Чиженко Іван Миронович                | Заслужений діяч науки УРСР           |
| 1975 | Бібиков Сергій Миколайович            | Заслужений діяч науки УРСР           |
| 1975 | Поваренних Олександр Сергійович       | Заслужений діяч науки УРСР           |
| 1975 | Пригодій Михайло Іванович             | Заслужений діяч науки УРСР           |
| 1975 | Тимофєєв Борис Борисович              | Заслужений діяч науки УРСР           |
| 1976 | Антонов Олег Костянтинович            | Заслужений діяч науки УРСР           |
| 1976 | Бондар Микола Герасимович             | Заслужений діяч науки УРСР           |
| 1976 | Кожевников Сергій Миколайович         | Заслужений діяч науки УРСР           |
| 1976 | Паламарчук Максим Мартинович          | Заслужений діяч науки УРСР           |
| 1976 | Таран-Жовнір Юрій Миколайович         | Заслужений діяч науки УРСР           |
| 1976 | Фільчаков Павло Феодосійович          | Заслужений діяч науки УРСР           |
| 1977 | Антропов Лев Іванович                 | Заслужений діяч науки УРСР           |
| 1977 | Кільчевський Микола Олександрович     | Заслужений діяч науки УРСР           |
| 1977 | Клоков Всеволод Іванович              | Заслужений діяч науки УРСР           |
| 1977 | Кундієв Юрій Ілліч                    | Заслужений діяч науки УРСР           |
| 1978 | Андреюк Катерина Іванівна             | Заслужений діяч науки УРСР           |
| 1978 | Борзяк Петро Григорович               | Заслужений діяч науки УРСР           |
| 1978 | Галкін Олександр Олександрович        | Заслужений діяч науки УРСР           |
| 1978 | Глушков Віктор Михайлович             | Заслужений діяч науки УРСР           |
| 1978 | Зеленський Віктор Федотович           | Заслужений діяч науки УРСР           |
| 1978 | Зозуля Юрій Панасович                 | Заслужений діяч науки УРСР           |
| 1978 | Іванов Віктор Євгенович               | Заслужений діяч науки УРСР           |
| 1978 | Лошкарьов Михайло Олександрович       | Заслужений діяч науки УРСР           |
| 1978 | Моссаковський Володимир Іванович      | Заслужений діяч науки УРСР           |
| 1978 | Новик Катерина Йосипівна              | Заслужений діяч науки УРСР           |
| 1978 | Поляков Микола Сергійович             | Заслужений діяч науки УРСР           |
| 1978 | Толок Володимир Тарасович             | Заслужений діяч науки УРСР           |
| 1979 | Богатський Олексій Всеволодович       | Заслужений діяч науки УРСР           |
| 1979 | Залюбовський Ілля Іванович            | Заслужений діяч науки УРСР           |
| 1979 | Іванов Микола Іванович                | Заслужений діяч науки УРСР           |
| 1979 | Підстригач Ярослав Степанович         | Заслужений діяч науки УРСР           |
| 1979 | Повх Іван Лукич                       | Заслужений діяч науки УРСР           |
| 1980 | Бар'яхтар Віктор Григорович           | Заслужений діяч науки УРСР           |
| 1980 | Верба Прокіп Іванович                 | Заслужений діяч науки УРСР           |
| 1980 | Дибан Євген Павлович                  | Заслужений діяч науки УРСР           |
| 1980 | Ющенко Катерина Логвинівна            | Заслужений діяч науки УРСР           |
| 1981 | Бабинець Андрій Євтихійович           | Заслужений діяч науки УРСР           |
| 1981 | Вялов Олег Степанович                 | Заслужений діяч науки УРСР           |
| 1981 | Квасников Євген Іванович              | Заслужений діяч науки УРСР           |
| 1981 | Кондратюк Євген Миколайович           | Заслужений діяч науки УРСР           |
| 1981 | Копитов Віктор Филимонович            | Заслужений діяч науки УРСР           |
| 1981 | Максимович Георгій Григорович         | Заслужений діяч науки УРСР           |
| 1981 | Мілях Олександр Миколайович           | Заслужений діяч науки УРСР           |
| 1981 | Скуріхін Володимир Ілліч              | Заслужений діяч науки УРСР           |
| 1981 | Трінус Федір Петрович                 | Заслужений діяч науки УРСР           |
| 1982 | Бурак Ярослав Йосипович               | Заслужений діяч науки УРСР           |
| 1982 | Волков Дмитро Васильович              | Заслужений діяч науки УРСР           |
| 1982 | Волков Ігор Володимирович             | Заслужений діяч науки УРСР           |
| 1982 | Гассанов Лев Гассанович               | Заслужений діяч науки УРСР           |
| 1982 | Гріднєв Віталій Никифорович           | Заслужений діяч науки УРСР           |
| 1982 | Данилюк Іван Ілліч                    | Заслужений діяч науки УРСР           |
| 1982 | Єременко Віктор Валентинович          | Заслужений діяч науки УРСР           |
| 1982 | Корж Олексій Олександрович            | Заслужений діяч науки УРСР           |
| 1982 | Королюк Олексій Полікарпович          | Заслужений діяч науки УРСР           |
| 1982 | Лук'янова Олена Михайлівна            | Заслужений діяч науки УРСР           |
| 1982 | Матвєєв Валентин Володимирович        | Заслужений діяч науки УРСР           |
| 1982 | Постников Іван Матвійович             | Заслужений діяч науки УРСР           |
| 1982 | Прісняков Володимир Федорович         | Заслужений діяч науки УРСР           |
| 1982 | Пухов Георгій Євгенович               | Заслужений діяч науки УРСР           |
| 1982 | Файнберг Яків Борисович               | Заслужений діяч науки УРСР           |
| 1982 | Фомін Петро Іванович                  | Заслужений діяч науки УРСР           |
| 1982 | Шульте Юрій Августович                | Заслужений діяч науки УРСР           |
| 1982 | Щепотьєв Федір Львович                | Заслужений діяч науки УРСР           |
| 1983 | Будник Василь Сергійович              | Заслужений діяч науки УРСР           |
| 1983 | Космодаміанський Олександр Сергійович | Заслужений діяч науки УРСР           |
| 1983 | Онищенко Олексій Семенович            | Заслужений діяч науки УРСР           |
| 1983 | Харламов Павло Васильович             | Заслужений діяч науки УРСР           |
| 1983 | Шестопалов Віктор Петрович            | Заслужений діяч науки УРСР           |
| 1984 | Кордюм Єлизавета Львівна              | Заслужений діяч науки УРСР           |
| 1984 | Лотарєв Володимир Олексійович         | Заслужений діяч науки УРСР           |
| 1984 | Новицька-Усенко Людмила Василівна     | Заслужений діяч науки УРСР           |
| 1984 | Сєрков Пилип Миколайович              | Заслужений діяч науки УРСР           |
| 1984 | Смирнов Адріан Анатолійович           | Заслужений діяч науки УРСР           |
| 1984 | Сохань Лідія Василівна                | Заслужений діяч науки УРСР           |
| 1984 | Улітко Андрій Феофанович              | Заслужений діяч науки УРСР           |
| 1984 | Утєвський Арон Михайлович             | Заслужений діяч науки УРСР           |
| 1985 | Васильєв Всеволод Вікторович          | Заслужений діяч науки УРСР           |
| 1985 | Навакатікян Олександр Оганесович      | Заслужений діяч науки УРСР           |
| 1985 | Самофалов Костянтин Григорович        | Заслужений діяч науки УРСР           |
| 1986 | Ахієзер Олександр Ілліч               | Заслужений діяч науки УРСР           |
| 1986 | Вишневський Іван Миколайович          | Заслужений діяч науки УРСР           |
| 1986 | Возіанов Олександр Федорович          | Заслужений діяч науки УРСР           |
| 1986 | Дмитренко Ігор Михайлович             | Заслужений діяч науки УРСР           |
| 1986 | Свєчніков Сергій Васильович           | Заслужений діяч науки УРСР           |
| 1986 | Сидельников Віктор Михайлович         | Заслужений діяч науки УРСР           |
| 1986 | Смірнов Валерій Веніамінович          | Заслужений діяч науки УРСР           |
| 1986 | Соботович Емлен Володимирович         | Заслужений діяч науки УРСР           |
| 1986 | Усенко Іван Степанович                | Заслужений діяч науки УРСР           |
| 1986 | Шпак Марат Терентійович               | Заслужений діяч науки УРСР           |
| 1987 | Степанківська Галина Костянтинівна    | Заслужений діяч науки УРСР           |
| 1988 | Зербіно Дмитро Деонісович             | Заслужений діяч науки УРСР           |
| 1988 | Щербак Микола Миколайович             | Заслужений діяч науки УРСР           |
| 1989 | Левенець Віталій Миколайович          | Заслужений діяч науки і техніки УРСР |
| 1989 | Мазур Валерій Леонідович              | Заслужений діяч науки і техніки УРСР |
| 1989 | Розенфельд Леонід Георгійович         | Заслужений діяч науки і техніки УРСР |
| 1989 | Тацій Василь Якович                   | Заслужений діяч науки і техніки УРСР |
| 1989 | Труфяков Володимир Іванович           | Заслужений діяч науки і техніки УРСР |
| 1990 | Андронаті Сергій Андрійович           | Заслужений діяч науки і техніки УРСР |
| 1990 | Бобров Володимир Олексійович          | Заслужений діяч науки і техніки УРСР |
| 1990 | Гончарук Євген Гнатович               | Заслужений діяч науки і техніки УРСР |
| 1990 | Ліпатов Юрій Сергійович               | Заслужений діяч науки і техніки УРСР |
| 1990 | Мельничук Дмитро Олексійович          | Заслужений діяч науки і техніки УРСР |
| 1990 | Михалєвич Володимир Сергійович        | Заслужений діяч науки і техніки УРСР |
| 1990 | Морозов Анатолій Олексійович          | Заслужений діяч науки і техніки УРСР |
| 1990 | Остренко Віктор Якович                | Заслужений діяч науки і техніки УРСР |
| 1990 | Півняк Геннадій Григорович            | Заслужений діяч науки і техніки УРСР |
| 1990 | Созінов Олексій Олексійович           | Заслужений діяч науки і техніки УРСР |
| 1990 | Тронько Петро Тимофійович             | Заслужений діяч науки і техніки УРСР |
| 1990 | Фролов Аркадій Федорович              | Заслужений діяч науки і техніки УРСР |
| 1990 | Яковенко Володимир Мефодійович        | Заслужений діяч науки і техніки УРСР |